# Eugene Allen Smith
Eugene Allen Smith (* 27. Oktober 1841 in Washington Ferry, Autauga County, Alabama; † 7. September 1927 in Tuscaloosa, Alabama) war ein US-amerikanischer Geologe.

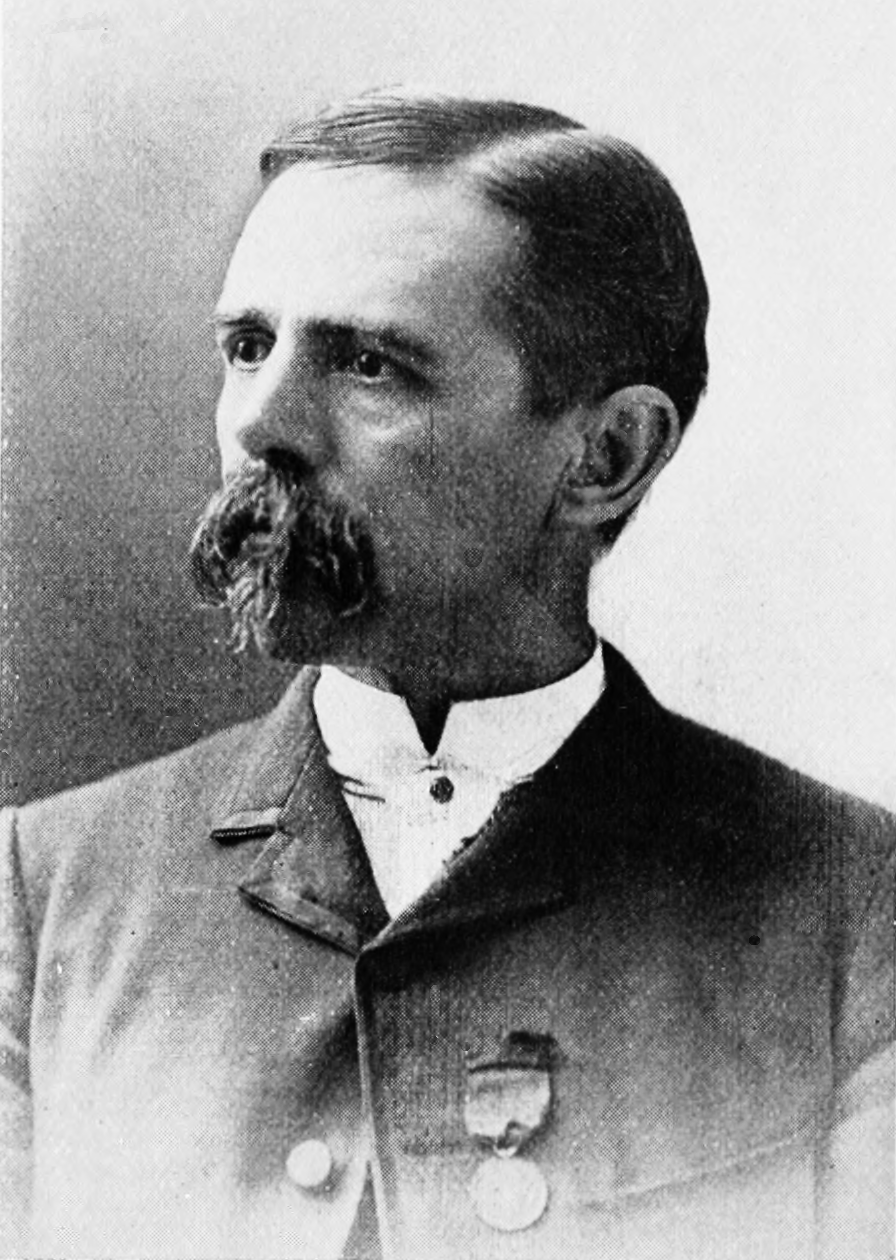
Eugene Allen Smith

Smith war der Sohn eines Arztes und ging in Prattville und Philadelphia zur Schule. Er studierte an der University of Alabama mit dem Bachelor-Abschluss 1862 und war dann Freiwilliger in der Südstaatenarmee im Sezessionskrieg. Er wurde Leutnant und unterrichtete während des Krieges Taktik an der Universität von Alabama (wobei er erlebte, wie diese von Unionstruppen niedergebrannt wurde – nach dem Krieg war er erfolgreich darin, von der US-Regierung dafür für Alabama einen Ausgleich in Form von Land zu bekommen). Nebenbei suchte er im Staat nach Bodenschätzen. Ab 1865 studierte er in Berlin, Göttingen und Heidelberg und wurde 1868 in Heidelberg promoviert. Danach unterrichtete er Chemie an der University of Mississippi und war gleichzeitig im Geological Survey von Mississippi als Assistant Geologist. 1871 wurde er Professor für Mineralogie und landwirtschaftliche Chemie an der University of Alabama. Er half beim Wiederaufbau der Universität, war aktiv im Aufbau des Sportprogramms (besonders Football und Baseball) und spielte Geige im Universitätsorchester. 1873 wurde er Staatsgeologe von Alabama. Der Geological Survey von Alabama war 1858 durch den Tod seines Vorgängers Michael Tuomey unterbrochen worden. Seine Hauptaufgabe war die Suche nach Bodenschätzen (Zement, Kaolin, Kohle, Eisen, Graphit, Rohstoff für Dünger) und Wasserkraft. Er war darin häufig erfolgreich und knüpfte dabei Kontakte zur lokalen Industrie. Auf seinen Reisen korrigierte er auch die Karte von Alabama und veröffentlichte 1892 in Berney´s Handbook of Alabama eine neue Karte.
1913 war er Präsident der Geological Society of America.
Er war seit 1872 mit Jane Garland, der Tochter des Präsidenten der University of Alabama während des Krieges, verheiratet und hatte fünf Kinder. Die Smith Hall der University of Alabama, in der das Naturgeschichtsmuseum ist, ist nach ihm benannt. Er war wesentlich an dessen Gründung 1910 beteiligt und sammelte Tiere, Pflanzen, Fossilien, Gesteine und Indianer-Artefakte für das Museum.
Als  Botaniker veröffentlichte er mit Charles Mohr eine Liste von Pflanzen in Alabama.